# Jason Hayne
Jason Hayne (8 de julio de 1986 en Lower Hutt) es un futbolista neozelandés que juega como mediocampista en el Green Gully Cavaliers australiano.

## Carrera
Debutó en 2006 en el Auckland City FC. En 2007 pasó al Waitakere United donde jugó hasta 2008. En ese año fue traspasado al YoungHeart Manawatu, club con el que llegó casi al promedio de un gol por partido. En 2009 se fue al Auckland City FC pero regresó al YoungHeart en 2010. En 2011 se mudó a Australia para jugar en el Green Gully Cavaliers.

### Clubes
| Club                        | País          | Año             |
| --------------------------- | ------------- | --------------- |
| Auckland City Football Club | Nueva Zelanda | 2006            |
| Waitakere United            | Nueva Zelanda | 2007 - 2008     |
| YoungHeart Manawatu         | Nueva Zelanda | 2008 - 2009     |
| Auckland City Football Club | Nueva Zelanda | 2009 - 2010     |
| YoungHeart Manawatu         | Nueva Zelanda | 2010 - 2011     |
| Green Gully Cavaliers       | Australia     | 2011 - Presente |

### Selección nacional
Jugó 4 partidos amistosos para los All Whites, en los que convirtió 2 goles.